# Monti Brugmann
I monti Brugmann sono una catena montuosa situata sull'isola Liège, una delle isole dell'arcipelago Palmer, al largo della costa nord-occidentale della Terra di Graham, in Antartide. La catena è orientata in direzione nord-est/sud-ovest, estendendosi lungo tutta l'isola, lunga circa 18 km e larga circa 7, e risultando piuttosto ripida e scoscesa sul versante orientale e decisamente più dolce su quello occidentale. Dai versanti dei monti Brugmann, il cui punto più alto è costituito dalla vetta del monte Vesalius, che arriva a circa 850 m s.l.m., discendono diversi ghiacciai, tra cui il Pleystor e il Sigmen.

## Storia
Scoperta durante la spedizione belga in Antartide effettuata fra il 1897 ed il 1899 al comando di Adrien de Gerlache, la catena dei monti Brugmann fu così battezzata dallo stesso Gerlache in onore del finanziere e filantropo belga 
Georges Brugmann, che fu tra i principali finanziatori della spedizione.